# Рюбекур-е-Ламекур
Рюбеку́р-е-Ламеку́р (фр. Rubécourt-et-Lamécourt) — колишній муніципалітет у Франції, у регіоні Гранд-Ест, департамент Арденни. Населення — 142 осіб (2011).
Муніципалітет був розташований на відстані близько 220 км на північний схід від Парижа, 95 км на північний схід від Шалон-ан-Шампань, 24 км на схід від Шарлевіль-Мезьєра.

## Історія
До 2015 року муніципалітет перебував у складі регіону Шампань-Арденни. Від 1 січня 2016 року належав до нового об'єднаного регіону Гранд-Ест.
1 січня 2017 року Рюбекур-е-Ламекур і Віллер-Серне було приєднано до муніципалітету Базей.

## Демографія
Динаміка населення (INSEE ):
Розподіл населення за віком та статтю (2006):
| Стать | Всього | До 15 років | 15-24 | 25-44 | 45-64 | 65-85 | Понад 85 |
| --- | ------ | ----------- | ----- | ----- | ----- | ----- | -------- |
| Чоловіки | 84     | 24          | 16    | 8     | 28    | 8     | 0        |
| Жінки | 72     | 0           | 12    | 8     | 40    | 12    | 0        |
| \| Статево-вікова піраміда \| Статево-вікова піраміда \| Статево-вікова піраміда \| \| ----------------------- \| ----------------------- \| ----------------------- \| \| Чоловіки \| Вік \| Жінки \| \| 0 \| 85 + \| 0 \| \| 0 \| 80-84 \| 0 \| \| 0 \| 75-79 \| 8 \| \| 0 \| 70-74 \| 0 \| \| 8 \| 65-69 \| 4 \| \| 4 \| 60-64 \| 8 \| \| 8 \| 55-59 \| 12 \| \| 12 \| 50-54 \| 8 \| \| 4 \| 45-49 \| 12 \| \| 4 \| 40-44 \| 4 \| \| 4 \| 35-39 \| 0 \| \| 0 \| 30-34 \| 4 \| \| 0 \| 25-29 \| 0 \| \| 12 \| 20-24 \| 0 \| \| 4 \| 15-20 \| 12 \| \| 16 \| 10-14 \| 0 \| \| 4 \| 5-9 \| 0 \| \| 4 \| 0-4 \| 0 \| |        |             |       |       |       |       |          |
| Статево-вікова піраміда |        |             |       |       |       |       |          |
| Чоловіки | Вік    | Жінки       |       |       |       |       |          |
| 0 | 85 +   | 0           |       |       |       |       |          |
| 0 | 80-84  | 0           |       |       |       |       |          |
| 0 | 75-79  | 8           |       |       |       |       |          |
| 0 | 70-74  | 0           |       |       |       |       |          |
| 8 | 65-69  | 4           |       |       |       |       |          |
| 4 | 60-64  | 8           |       |       |       |       |          |
| 8 | 55-59  | 12          |       |       |       |       |          |
| 12 | 50-54  | 8           |       |       |       |       |          |
| 4 | 45-49  | 12          |       |       |       |       |          |
| 4 | 40-44  | 4           |       |       |       |       |          |
| 4 | 35-39  | 0           |       |       |       |       |          |
| 0 | 30-34  | 4           |       |       |       |       |          |
| 0 | 25-29  | 0           |       |       |       |       |          |
| 12 | 20-24  | 0           |       |       |       |       |          |
| 4 | 15-20  | 12          |       |       |       |       |          |
| 16 | 10-14  | 0           |       |       |       |       |          |
| 4 | 5-9    | 0           |       |       |       |       |          |
| 4 | 0-4    | 0           |       |       |       |       |          |

## Економіка
2010 року серед 112 осіб працездатного віку (15—64 років) 71 була активною, 41 — неактивною (показник активності 63,4%, у 1999 році було 66,7%). З 71 активної мешканців працювала 61 особа (42 чоловіки та 19 жінок), безробітними було 10 (4 чоловіки та 6 жінок). Серед 41 неактивної 8 осіб було учнями чи студентами, 20 — пенсіонерами, 13 були неактивними з інших причин.

У 2010 році у муніципалітеті числилось 67 оподаткованих домогосподарств, у яких проживали 144,0 особи, медіана доходів виносила 18 760,5 євро на одного особоспоживача.